# بيت الرويشان (جحانة)

تعديل مصدري - تعديل

بيت الرويشان هي إحدى قرى منطقة خولان الطيال عزلة حضر بمديرية جحانة التابعة لمحافظة صنعاء، بلغ تعداد سكانها 703 نسمة حسب تعداد اليمن لعام 2004.